# Orfilea neraudiana
Orfilea neraudiana là một loài thực vật có hoa trong họ Đại kích. Loài này được (Baill.) G.L.Webster mô tả khoa học đầu tiên năm 1994.